# Lista de episódios de Seinfeld
Esta é uma lista de episódios de Seinfeld, uma sitcom exibida originalmente nos Estados Unidos pela rede NBC por nove temporadas, entre 5 de julho de 1989 e 14 de maio de 1998. Foi criada por Larry David e Jerry Seinfeld, este último estrelando o programa como uma versão fictícia de si mesmo. Situado predominantemente em um prédio de apartamentos no Upper West Side de Manhattan (mas filmado em grande parte em Los Angeles), Seinfeld apresenta um grupo de amigos e parentes de Jerry, entre eles George Costanza, Elaine Benes e Cosmo Kramer.

## Visão geral
| Temporada | Temporada | Episódios | Linha de prod. | Exibição original | Lançamentos em DVD     | Lançamentos em DVD     | Lançamentos em DVD     | Lançamentos em DVD | Lançamentos em DVD |
| Temporada | Temporada | Episódios | Linha de prod. | Exibição original | Região 1               | Região 2               | Região 4               | Discos             |                    |
| --------- | --------- | --------- | -------------- | ----------------- | ---------------------- | ---------------------- | ---------------------- | ------------------ | ------------------ |
|           | 1         | 5         | 1xx            | 1989–1990         | 23 de novembro de 2004 | 1 de novembro de 2004  | 18 de outubro de 2004  | 4                  |                    |
|           | 2         | 12        | 2xx            | 1991              | 23 de novembro de 2004 | 1 de novembro de 2004  | 18 de outubro de 2004  | 4                  |                    |
|           | 3         | 23        | 3xx            | 1991–1992         | 23 de novembro de 2004 | 1 de novembro de 2004  | 18 de outubro de 2004  | 4                  |                    |
|           | 4         | 24        | 4xx            | 1992–1993         | 17 de maio de 2004     | 1 de novembro de 2004  | 24 de maio de 2004     | 4                  |                    |
|           | 5         | 22        | 5xx            | 1993–1994         | 22 de novembro de 2005 | 13 de junho de 2005    | 21 de novembro de 2005 | 4                  |                    |
|           | 6         | 24        | 6xx            | 1994–1995         | 22 de novembro de 2005 | 28 de novembro de 2005 | 21 de novembro de 2005 | 4                  |                    |
|           | 7         | 24        | 7xx            | 1995–1996         | 21 de novembro de 2006 | 20 de novembro de 2006 | 8 de novembro de 2006  | 4                  |                    |
|           | 8         | 22        | 8xx            | 1996–1997         | 5 de junho de 2007     | 3 de junho de 2007     | 13 de junho de 2007    | 4                  |                    |
|           | 9         | 24        | 9xx            | 1997–1998         | 6 de novembro de 2007  | 19 de novembro de 2007 | 24 de outubro de 2007  | 4                  |                    |

## Lista de episódios

### 1ª temporada (1989–1990)
| № | # | Título                    | Dirigido por | Escrito por                  | Data de exibição    | Cód. de produção | Média de audiência |
| - | - | ------------------------- | ------------ | ---------------------------- | ------------------- | ---------------- | ------------------ |
| 1 | 1 | "The Seinfeld Chronicles" | Art Wolff    | Larry David & Jerry Seinfeld | 5 de julho de 1989  | 101              | 10.9/19            |
| 2 | 2 | "The Stake Out"           | Tom Cherones | Larry David & Jerry Seinfeld | 31 de maio de 1990  | 103              | 16.2/24            |
| 3 | 3 | "The Robbery"             | Tom Cherones | Matt Goldman                 | 7 de junho de 1990  | 104              | 13.6/24            |
| 4 | 4 | "Male Unbonding"          | Tom Cherones | Larry David & Jerry Seinfeld | 14 de junho de 1990 | 102              | 13.6/24            |
| 5 | 5 | "The Stock Tip"           | Tom Cherones | Larry David & Jerry Seinfeld | 21 de junho de 1990 | 105              | 13.5/24            |

### 2ª temporada (1991)
| №  | #  | Título                   | Dirigido por | Escrito por                  | Data de exibição        | Cód. de produção | Média de audiência |
| -- | -- | ------------------------ | ------------ | ---------------------------- | ----------------------- | ---------------- | ------------------ |
| 6  | 1  | "The Ex-Girlfriend"      | Tom Cherones | Larry David & Jerry Seinfeld | 23 de janeiro de 1991   | 201              | 10.9/17            |
| 7  | 2  | "The Pony Remark"        | Tom Cherones | Larry David & Jerry Seinfeld | 30 de janeiro de 1991   | 202              | 10.7/16            |
| 8  | 3  | "The Jacket"             | Tom Cherones | Larry David & Jerry Seinfeld | 6 de fevereiro de 1991  | 205              | 10.4/16            |
| 9  | 4  | "The Phone Message"      | Tom Cherones | Larry David & Jerry Seinfeld | 13 de fevereiro de 1991 | 207              | 9.7/15             |
| 10 | 5  | "The Apartment"          | Tom Cherones | Peter Mehlman                | 4 de abril de 1991      | 208              | 16.9/28            |
| 11 | 6  | "The Statue"             | Tom Cherones | Larry Charles                | 11 de abril de 1991     | 210              | 16.1/26            |
| 12 | 7  | "The Revenge"            | Tom Cherones | Larry David                  | 18 de abril de 1991     | 212              | 14.4/24            |
| 13 | 8  | "The Heart Attack"       | Tom Cherones | Larry Charles                | 25 de abril de 1991     | 211              | 14.7/24            |
| 14 | 9  | "The Deal"               | Tom Cherones | Larry David                  | 2 de maio de 1991       | 213              | 15.5/25            |
| 15 | 10 | "The Baby Shower"        | Tom Cherones | Larry Charles                | 16 de maio de 1991      | 204              | 12.4/21            |
| 16 | 11 | "The Chinese Restaurant" | Tom Cherones | Larry David & Jerry Seinfeld | 23 de maio de 1991      | 206              | 11.7/21            |
| 17 | 12 | "The Busboy"             | Tom Cherones | Larry David & Jerry Seinfeld | 26 de junho de 1991     | 203              | 8.8/16             |

### 3ª temporada (1991–1992)
| №  | #  | Título                  | Dirigido por    | Escrito por                                         | Data de exibição        | Cód. de produção | Média de audiência |
| -- | -- | ----------------------- | --------------- | --------------------------------------------------- | ----------------------- | ---------------- | ------------------ |
| 18 | 1  | "The Note"              | Tom Cherones    | Larry David                                         | 18 de setembro de 1991  | 301              | 15.1/25            |
| 19 | 2  | "The Truth"             | David Steinberg | Elaine Pope                                         | 25 de setembro de 1991  | 302              | 11.5/19            |
| 20 | 3  | "The Pen"               | Tom Cherones    | Larry David                                         | 2 de outubro de 1991    | 305              | 11.1/17            |
| 21 | 4  | "The Dog"               | Tom Cherones    | Larry David                                         | 9 de outubro de 1991    | 303              | 12.3/20            |
| 22 | 5  | "The Library"           | Joshua White    | Larry Charles                                       | 16 de outubro de 1991   | 304              | 11.6/19            |
| 23 | 6  | "The Parking Garage"    | Tom Cherones    | Larry David                                         | 30 de outubro de 1991   | 306              | 12.1/19            |
| 24 | 7  | "The Cafe"              | Tom Cherones    | Tom Leopold                                         | 6 de novembro de 1991   | 307              | 11.7/18            |
| 25 | 8  | "The Tape"              | David Steinberg | Larry David, Bob Shaw & Don McEnery                 | 13 de novembro de 1991  | 308              | 11.2/17            |
| 26 | 9  | "The Nose Job"          | Tom Cherones    | Peter Mehlman                                       | 20 de novembro de 1991  | 309              | 11.8/19            |
| 27 | 10 | "The Stranded"          | Tom Cherones    | Larry David, Jerry Seinfeld & Matt Goldman          | 27 de novembro de 1991  | 209              | 12.3/20            |
| 28 | 11 | "The Alternate Side"    | Tom Cherones    | Larry David & Bill Masters                          | 4 de dezembro de 1991   | 310              | 12.4/19            |
| 29 | 12 | "The Red Dot"           | Tom Cherones    | Larry David                                         | 11 de dezembro de 1991  | 311              | 12.2/19            |
| 30 | 13 | "The Subway"            | Tom Cherones    | Larry Charles                                       | 8 de janeiro de 1992    | 313              | 12.8/20            |
| 31 | 14 | "The Pez Dispenser"     | Tom Cherones    | Larry David                                         | 15 de janeiro de 1992   | 314              | 13.0/20            |
| 32 | 15 | "The Suicide"           | Tom Cherones    | Tom Leopold                                         | 29 de janeiro de 1992   | 312              | 11.4/18            |
| 33 | 16 | "The Fix-Up"            | Tom Cherones    | Larry Charles & Elaine Pope                         | 5 de fevereiro de 1992  | 317              | 13.0/20            |
| 34 | 17 | "The Boyfriend: Part 1" | Tom Cherones    | Larry David & Larry Levin                           | 12 de fevereiro de 1992 | 315              | 12.1/18            |
| 35 | 18 | "The Boyfriend: Part 2" | Tom Cherones    | Larry David & Larry Levin                           | 12 de fevereiro de 1992 | 316              | 12.1/18            |
| 36 | 19 | "The Limo"              | Tom Cherones    | Roteiro por: Larry Charles História por: Marc Jaffe | 26 de fevereiro de 1992 | 318              | 13.6/21            |
| 37 | 20 | "The Good Samaritan"    | Jason Alexander | Peter Mehlman                                       | 4 de março de 1992      | 319              | 11.5/18            |
| 38 | 21 | "The Letter"            | Tom Cherones    | Larry David                                         | 25 de março de 1992     | 320              | 15.0/24            |
| 39 | 22 | "The Parking Space"     | Tom Cherones    | Larry David & Greg Daniels                          | 22 de abril de 1992     | 321              | 12/19              |
| 40 | 23 | "The Keys"              | Tom Cherones    | Larry Charles                                       | 6 de maio de 1992       | 322              | 11.4/18            |

### 4ª temporada (1992–1993)
| №  | #  | Título                | Dirigido por | Escrito por                                                                           | Data de exibição        | Cód. de produção |
| -- | -- | --------------------- | ------------ | ------------------------------------------------------------------------------------- | ----------------------- | ---------------- |
| 41 | 1  | "The Trip: Part 1"    | Tom Cherones | Larry Charles                                                                         | 12 de agosto de 1992    | 401              |
| 42 | 2  | "The Trip: Part 2"    | Tom Cherones | Larry Charles                                                                         | 19 de agosto de 1992    | 402              |
| 43 | 3  | "The Pitch"           | Tom Cherones | Larry David                                                                           | 16 de setembro de 1992  | 403              |
| 44 | 4  | "The Ticket"          | Tom Cherones | Larry David                                                                           | 16 de setembro de 1992  | 404              |
| 45 | 5  | "The Wallet"          | Tom Cherones | Larry David                                                                           | 23 de setembro de 1992  | 405              |
| 46 | 6  | "The Watch"           | Tom Cherones | Larry David                                                                           | 30 de setembro de 1992  | 406              |
| 47 | 7  | "The Bubble Boy"      | Tom Cherones | Larry David & Larry Charles                                                           | 7 de outubro de 1992    | 407              |
| 48 | 8  | "The Cheever Letters" | Tom Cherones | Roteiro por: Larry David História por: Larry David, Elaine Pope & Tom Leopold         | 28 de outubro de 1992   | 408              |
| 49 | 9  | "The Opera"           | Tom Cherones | Larry Charles                                                                         | 4 de novembro de 1992   | 409              |
| 50 | 10 | "The Virgin"          | Tom Cherones | Roteiro por: Peter Mehlman História por: Peter Mehlman, Peter Farrelly & Bob Farrelly | 11 de novembro de 1992  | 410              |
| 51 | 11 | "The Contest"         | Tom Cherones | Larry David                                                                           | 18 de novembro de 1992  | 411              |
| 52 | 12 | "The Airport"         | Tom Cherones | Larry Charles                                                                         | 25 de novembro de 1992  | 412              |
| 53 | 13 | "The Pick"            | Tom Cherones | Roteiro por: Larry David História por: Larry David & Marc Jaffe                       | 16 de dezembro de 1992  | 413              |
| 54 | 14 | "The Movie"           | Tom Cherones | Steve Skrovan, Bill Masters & Jon Hayman                                              | 6 de janeiro de 1993    | 414              |
| 55 | 15 | "The Visa"            | Tom Cherones | Peter Mehlman                                                                         | 27 de janeiro de 1993   | 415              |
| 56 | 16 | "The Shoes"           | Tom Cherones | Larry David & Jerry Seinfeld                                                          | 4 de fevereiro de 1993  | 417              |
| 57 | 17 | "The Outing"          | Tom Cherones | Larry Charles                                                                         | 11 de fevereiro de 1993 | 416              |
| 58 | 18 | "The Old Man"         | Tom Cherones | Roteiro por: Larry Charles História por: Bruce Kirschbaum                             | 18 de fevereiro de 1993 | 418              |
| 59 | 19 | "The Implant"         | Tom Cherones | Peter Mehlman                                                                         | 25 de fevereiro de 1993 | 419              |
| 60 | 20 | "The Junior Mint"     | Tom Cherones | Andy Robin                                                                            | 18 de março de 1993     | 421              |
| 61 | 21 | "The Smelly Car"      | Tom Cherones | Larry David & Peter Mehlman                                                           | 15 de abril de 1993     | 422              |
| 62 | 22 | "The Handicap Spot"   | Tom Cherones | Larry David                                                                           | 13 de maio de 1993      | 420              |
| 63 | 23 | "The Pilot: Part 1"   | Tom Cherones | Larry David                                                                           | 20 de maio de 1993      | 423              |
| 64 | 24 | "The Pilot: Part 2"   | Tom Cherones | Larry David                                                                           | 20 de maio de 1993      | 424              |

### 5ª temporada (1993–1994)
| №  | #  | Título                    | Dirigido por | Escrito por                                                                | Data de exibição        | Cód. de produção |
| -- | -- | ------------------------- | ------------ | -------------------------------------------------------------------------- | ----------------------- | ---------------- |
| 65 | 1  | "The Mango"               | Tom Cherones | Roteiro por: Lawrence H. Levy & Buck Dancer História por: Lawrence H. Levy | 16 de setembro de 1993  | 501              |
| 66 | 2  | "The Puffy Shirt"         | Tom Cherones | Larry David                                                                | 23 de setembro de 1993  | 503              |
| 67 | 3  | "The Glasses"             | Tom Cherones | Tom Gammill & Max Pross                                                    | 30 de setembro de 1993  | 502              |
| 68 | 4  | "The Sniffing Accountant" | Tom Cherones | Larry David & Jerry Seinfeld                                               | 7 de outubro de 1993    | 504              |
| 69 | 5  | "The Bris"                | Tom Cherones | Larry Charles                                                              | 14 de outubro de 1993   | 505              |
| 70 | 6  | "The Lip Reader"          | Tom Cherones | Carol Leifer                                                               | 28 de outubro de 1993   | 506              |
| 71 | 7  | "The Non-Fat Yogurt"      | Tom Cherones | Larry David                                                                | 4 de novembro de 1993   | 507              |
| 72 | 8  | "The Barber"              | Tom Cherones | Andy Robin                                                                 | 11 de novembro de 1993  | 508              |
| 73 | 9  | "The Masseuse"            | Tom Cherones | Peter Mehlman                                                              | 18 de novembro de 1993  | 509              |
| 74 | 10 | "The Cigar Store Indian"  | Tom Cherones | Tom Gammill & Max Pross                                                    | 9 de dezembro de 1993   | 510              |
| 75 | 11 | "The Conversion"          | Tom Cherones | Bruce Kirschbaum                                                           | 16 de dezembro de 1993  | 511              |
| 76 | 12 | "The Stall"               | Tom Cherones | Larry Charles                                                              | 6 de janeiro de 1994    | 512              |
| 77 | 13 | "The Dinner Party"        | Tom Cherones | Larry David                                                                | 3 de fevereiro de 1994  | 514              |
| 78 | 14 | "The Marine Biologist"    | Tom Cherones | Ron Hauge & Charlie Rubin                                                  | 10 de fevereiro de 1994 | 513              |
| 79 | 15 | "The Pie"                 | Tom Cherones | Tom Gammill & Max Pross                                                    | 17 de fevereiro de 1994 | 515              |
| 80 | 16 | "The Stand-In"            | Tom Cherones | Larry David                                                                | 24 de fevereiro de 1994 | 516              |
| 81 | 17 | "The Wife"                | Tom Cherones | Peter Mehlman                                                              | 17 de março de 1994     | 517              |
| 82 | 18 | "The Raincoats: Part 1"   | Tom Cherones | Tom Gammill & Max Pross Larry David & Jerry Seinfeld                       | 28 de abril de 1994     | 519              |
| 83 | 19 | "The Raincoats: Part 2"   | Tom Cherones | Tom Gammill & Max Pross Larry David & Jerry Seinfeld                       | 28 de abril de 1994     | 520              |
| 84 | 20 | "The Fire"                | Tom Cherones | Larry Charles                                                              | 5 de maio de 1994       | 518              |
| 85 | 21 | "The Hamptons"            | Tom Cherones | Peter Mehlman & Carol Leifer                                               | 12 de maio de 1994      | 521              |
| 86 | 22 | "The Opposite"            | Tom Cherones | Andy Cowan and Larry David & Jerry Seinfeld                                | 19 de maio de 1994      | 522              |

### 6ª temporada (1994–1995)
| №   | #  | Título                          | Dirigido por       | Escrito por                                                                                                   | Data de exibição        | Cód. de produção |
| --- | -- | ------------------------------- | ------------------ | --- | ----------------------- | ---------------- |
| 87  | 1  | "The Chaperone"                 | Andy Ackerman      | Larry David Bill Masters & Bob Shaw                                                                           | 22 de setembro de 1994  | 601              |
| 88  | 2  | "The Big Salad"                 | Andy Ackerman      | Larry David                                                                                                   | 29 de setembro de 1994  | 602              |
| 89  | 3  | "The Pledge Drive"              | Andy Ackerman      | Tom Gammill & Max Pross                                                                                       | 6 de outubro de 1994    | 603              |
| 90  | 4  | "The Chinese Woman"             | Andy Ackerman      | Peter Mehlman                                                                                                 | 13 de outubro de 1994   | 604              |
| 91  | 5  | "The Couch"                     | Andy Ackerman      | Larry David                                                                                                   | 27 de outubro de 1994   | 605              |
| 92  | 6  | "The Gymnast"                   | Andy Ackerman      | Alec Berg & Jeff Schaffer                                                                                     | 3 de novembro de 1994   | 606              |
| 93  | 7  | "The Soup"                      | Andy Ackerman      | Fred Stoller                                                                                                  | 10 de novembro de 1994  | 608              |
| 94  | 8  | "The Mom & Pop Store"           | Andy Ackerman      | Tom Gammill & Max Pross                                                                                       | 17 de novembro de 1994  | 607              |
| 95  | 9  | "The Secretary"                 | David Owen Trainor | Carol Leifer & Marjorie Gross                                                                                 | 8 de dezembro de 1994   | 609              |
| 96  | 10 | "The Race"                      | Andy Ackerman      | Roteiro por: Tom Gammill & Max Pross Larry David História por: Tom Gammill & Max Pross Larry David & Sam Kass | 15 de dezembro de 1994  | 612              |
| 97  | 11 | "The Switch"                    | Andy Ackerman      | Bruce Kirschbaum and Sam Kass                                                                                 | 5 de janeiro de 1995    | 610              |
| 98  | 12 | "The Label Maker"               | Andy Ackerman      | Alec Berg & Jeff Schaffer                                                                                     | 19 de janeiro de 1995   | 611              |
| 99  | 13 | "The Scofflaw"                  | Andy Ackerman      | Peter Mehlman                                                                                                 | 26 de janeiro de 1995   | 613              |
| 100 | 14 | "The Highlights of 100: Part 1" | Andy Ackerman      | Peter Mehlman                                                                                                 | 2 de fevereiro de 1995  | 623              |
| 101 | 15 | "The Highlights of 100: Part 2" | Andy Ackerman      | Peter Mehlman                                                                                                 | 2 de fevereiro de 1995  | 624              |
| 102 | 16 | "The Beard"                     | Andy Ackerman      | Carol Leifer                                                                                                  | 9 de fevereiro de 1995  | 615              |
| 103 | 17 | "The Kiss Hello"                | Andy Ackerman      | Larry David & Jerry Seinfeld                                                                                  | 16 de fevereiro de 1995 | 614              |
| 104 | 18 | "The Doorman"                   | Andy Ackerman      | Tom Gammill & Max Pross                                                                                       | 23 de fevereiro de 1995 | 616              |
| 105 | 19 | "The Jimmy"                     | Andy Ackerman      | Gregg Kavet & Andy Robin                                                                                      | 16 de março de 1995     | 617              |
| 106 | 20 | "The Doodle"                    | Andy Ackerman      | Alec Berg & Jeff Schaffer                                                                                     | 6 de abril de 1995      | 618              |
| 107 | 21 | "The Fusilli Jerry"             | Andy Ackerman      | Roteiro por: Marjorie Gross História por: Marjorie Gross & Jonathan Gross Ron Hauge & Charlie Rubin           | 27 de abril de 1995     | 619              |
| 108 | 22 | "The Diplomat's Club"           | Andy Ackerman      | Tom Gammill & Max Pross                                                                                       | 4 de maio de 1995       | 620              |
| 109 | 23 | "The Face Painter"              | Andy Ackerman      | Roteiro por: Larry David História por: Larry David & Fred Stoller                                             | 11 de maio de 1995      | 622              |
| 110 | 24 | "The Understudy"                | Andy Ackerman      | Marjorie Gross & Carol Leifer                                                                                 | 18 de maio de 1995      | 621              |

### 7ª temporada (1995–1996)
| №   | #  | Título                       | Dirigido por  | Escrito por                                                          | Data de exibição        | Cód. de produção |
| --- | -- | ---------------------------- | ------------- | -------------------------------------------------------------------- | ----------------------- | ---------------- |
| 111 | 1  | "The Engagement"             | Andy Ackerman | Larry David                                                          | 21 de setembro de 1995  | 701              |
| 112 | 2  | "The Postponement"           | Andy Ackerman | Larry David                                                          | 28 de setembro de 1995  | 702              |
| 113 | 3  | "The Maestro"                | Andy Ackerman | Larry David                                                          | 5 de outubro de 1995    | 703              |
| 114 | 4  | "The Wink"                   | Andy Ackerman | Tom Gammill & Max Pross                                              | 12 de outubro de 1995   | 704              |
| 115 | 5  | "The Hot Tub"                | Andy Ackerman | Gregg Kavet & Andy Robin                                             | 29 de outubro de 1995   | 705              |
| 116 | 6  | "The Soup Nazi"              | Andy Ackerman | Spike Feresten                                                       | 2 de novembro de 1995   | 706              |
| 117 | 7  | "The Secret Code"            | Andy Ackerman | Alec Berg & Jeff Schaffer                                            | 9 de novembro de 1995   | 707              |
| 118 | 8  | "The Pool Guy"               | Andy Ackerman | David Mandel                                                         | 16 de novembro de 1995  | 708              |
| 119 | 9  | "The Sponge"                 | Andy Ackerman | Peter Mehlman                                                        | 7 de dezembro de 1995   | 709              |
| 120 | 10 | "The Gum"                    | Andy Ackerman | Tom Gammill & Max Pross                                              | 14 de dezembro de 1995  | 710              |
| 121 | 11 | "The Rye"                    | Andy Ackerman | Carol Leifer                                                         | 4 de janeiro de 1996    | 711              |
| 122 | 12 | "The Caddy"                  | Andy Ackerman | Gregg Kavet & Andy Robin                                             | 25 de janeiro de 1996   | 712              |
| 123 | 13 | "The Seven"                  | Andy Ackerman | Alec Berg & Jeff Schaffer                                            | 1 de fevereiro de 1996  | 713              |
| 124 | 14 | "The Cadillac: Part 1"       | Andy Ackerman | Larry David & Jerry Seinfeld                                         | 8 de fevereiro de 1996  | 714              |
| 125 | 15 | "The Cadillac: Part 2"       | Andy Ackerman | Larry David & Jerry Seinfeld                                         | 8 de fevereiro de 1996  | 717              |
| 126 | 16 | "The Shower Head"            | Andy Ackerman | Peter Mehlman & Marjorie Gross                                       | 15 de fevereiro de 1996 | 715              |
| 127 | 17 | "The Doll"                   | Andy Ackerman | Tom Gammill & Max Pross                                              | 22 de fevereiro de 1996 | 716              |
| 128 | 18 | "The Friars Club"            | Andy Ackerman | David Mandel                                                         | 7 de março de 1996      | 718              |
| 129 | 19 | "The Wig Master"             | Andy Ackerman | Spike Feresten                                                       | 4 de abril de 1996      | 719              |
| 130 | 20 | "The Calzone"                | Andy Ackerman | Alec Berg & Jeff Schaffer                                            | 25 de abril de 1996     | 720              |
| 131 | 21 | "The Bottle Deposit: Part 1" | Andy Ackerman | Gregg Kavet & Andy Robin                                             | 2 de maio de 1996       | 721              |
| 132 | 22 | "The Bottle Deposit: Part 2" | Andy Ackerman | Gregg Kavet & Andy Robin                                             | 2 de maio de 1996       | 722              |
| 133 | 23 | "The Wait Out"               | Andy Ackerman | Roteiro por: Peter Mehlman História por: Peter Mehlman & Matt Selman | 9 de maio de 1996       | 723              |
| 134 | 24 | "The Invitations"            | Andy Ackerman | Larry David                                                          | 16 de maio de 1996      | 724              |

### 8ª temporada (1996–1997)
| №   | #  | Título                 | Dirigido por       | Escrito por                             | Data de exibição        | Cód. de produção |
| --- | -- | ---------------------- | ------------------ | --------------------------------------- | ----------------------- | ---------------- |
| 135 | 1  | "The Foundation"       | Andy Ackerman      | Alec Berg & Jeff Schaffer               | 19 de setembro de 1996  | 801              |
| 136 | 2  | "The Soul Mate"        | Andy Ackerman      | Peter Mehlman                           | 26 de setembro de 1996  | 802              |
| 137 | 3  | "The Bizarro Jerry"    | Andy Ackerman      | David Mandel                            | 3 de outubro de 1996    | 803              |
| 138 | 4  | "The Little Kicks"     | Andy Ackerman      | Spike Feresten                          | 10 de outubro de 1996   | 804              |
| 139 | 5  | "The Package"          | Andy Ackerman      | Jennifer Crittenden                     | 17 de outubro de 1996   | 805              |
| 140 | 6  | "The Fatigues"         | Andy Ackerman      | Gregg Kavet & Andy Robin                | 31 de outubro de 1996   | 806              |
| 141 | 7  | "The Checks"           | Andy Ackerman      | Steve O'Donnell Tom Gammill & Max Pross | 7 de novembro de 1996   | 807              |
| 142 | 8  | "The Chicken Roaster"  | Andy Ackerman      | Alec Berg & Jeff Schaffer               | 14 de novembro de 1996  | 808              |
| 143 | 9  | "The Abstinence"       | Andy Ackerman      | Steve Koren                             | 21 de novembro de 1996  | 809              |
| 144 | 10 | "The Andrea Doria"     | Andy Ackerman      | Spike Feresten                          | 19 de dezembro de 1996  | 810              |
| 145 | 11 | "The Little Jerry"     | Andy Ackerman      | Jennifer Crittenden                     | 9 de janeiro de 1997    | 811              |
| 146 | 12 | "The Money"            | Andy Ackerman      | Peter Mehlman                           | 16 de janeiro de 1997   | 813              |
| 147 | 13 | "The Comeback"         | David Owen Trainor | Gregg Kavet & Andy Robin                | 30 de janeiro de 1997   | 812              |
| 148 | 14 | "The Van Buren Boys"   | Andy Ackerman      | Darin Henry                             | 6 de fevereiro de 1997  | 814              |
| 149 | 15 | "The Susie"            | Andy Ackerman      | David Mandel                            | 13 de fevereiro de 1997 | 815              |
| 150 | 16 | "The Pothole"          | Andy Ackerman      | Steve O'Donnell and Dan O'Keefe         | 20 de fevereiro de 1997 | 816              |
| 151 | 17 | "The English Patient"  | Andy Ackerman      | Steve Koren                             | 13 de março de 1997     | 817              |
| 152 | 18 | "The Nap"              | Andy Ackerman      | Gregg Kavet & Andy Robin                | 10 de abril de 1997     | 818              |
| 153 | 19 | "The Yada Yada"        | Andy Ackerman      | Peter Mehlman and Jill Franklyn         | 24 de abril de 1997     | 819              |
| 154 | 20 | "The Millennium"       | Andy Ackerman      | Jennifer Crittenden                     | 1 de maio de 1997       | 820              |
| 155 | 21 | "The Muffin Tops"      | Andy Ackerman      | Spike Feresten                          | 8 de maio de 1997       | 821              |
| 156 | 22 | "The Summer of George" | Andy Ackerman      | Alec Berg & Jeff Schaffer               | 15 de maio de 1997      | 822              |

### 9ª temporada (1997–1998)
| №   | #  | Título                  | Dirigido por  | Escrito por | Data de exibição        | Cód. de produção |
| --- | -- | ----------------------- | ------------- | --- | ----------------------- | ---------------- |
| 157 | 1  | "The Butter Shave"      | Andy Ackerman | Alec Berg & Jeff Schaffer & David Mandel | 25 de setembro de 1997  | 901              |
| 158 | 2  | "The Voice"             | Andy Ackerman | Alec Berg & Jeff Schaffer & David Mandel | 2 de outubro de 1997    | 902              |
| 159 | 3  | "The Serenity Now"      | Andy Ackerman | Steve Koren | 9 de outubro de 1997    | 903              |
| 160 | 4  | "The Blood"             | Andy Ackerman | Dan O'Keefe | 16 de outubro de 1997   | 904              |
| 161 | 5  | "The Junk Mail"         | Andy Ackerman | Spike Feresten | 30 de outubro de 1997   | 905              |
| 162 | 6  | "The Merv Griffin Show" | Andy Ackerman | Bruce Eric Kaplan | 6 de novembro de 1997   | 906              |
| 163 | 7  | "The Slicer"            | Andy Ackerman | Roteiro por: Gregg Kavet & Andy Robin História por: Gregg Kavet & Andy Robin & Darin Henry                                                        | 13 de novembro de 1997  | 907              |
| 164 | 8  | "The Betrayal"          | Andy Ackerman | David Mandel & Peter Mehlman | 20 de novembro de 1997  | 908              |
| 165 | 9  | "The Apology"           | Andy Ackerman | Jennifer Crittenden | 11 de dezembro de 1997  | 909              |
| 166 | 10 | "The Strike"            | Andy Ackerman | Dan O'Keefe Alec Berg & Jeff Schaffer | 18 de dezembro de 1997  | 910              |
| 167 | 11 | "The Dealership"        | Andy Ackerman | Steve Koren | 8 de janeiro de 1998    | 911              |
| 168 | 12 | "The Reverse Peephole"  | Andy Ackerman | Spike Feresten | 15 de janeiro de 1998   | 912              |
| 169 | 13 | "The Cartoon"           | Andy Ackerman | Bruce Eric Kaplan | 29 de janeiro de 1998   | 913              |
| 170 | 14 | "The Strong Box"        | Andy Ackerman | Roteiro por: Dan O'Keefe História por: Dan O'Keefe & Billy Kimball                                                                                | 5 de fevereiro de 1998  | 914              |
| 171 | 15 | "The Wizard"            | Andy Ackerman | Steve Lookner | 26 de fevereiro de 1998 | 915              |
| 172 | 16 | "The Burning"           | Andy Ackerman | Jennifer Crittenden | 19 de março de 1998     | 916              |
| 173 | 17 | "The Bookstore"         | Andy Ackerman | Roteiro por: Spike Feresten História por: Spike Feresten Darin Henry & Marc Jaffe                                                                 | 16 de abril de 1998     | 917              |
| 174 | 18 | "The Frogger"           | Andy Ackerman | Roteiro por: Gregg Kavet & Andy Robin História por: Gregg Kavet & Andy Robin Steve Koren & Dan O'Keefe                                            | 23 de abril de 1998     | 918              |
| 175 | 19 | "The Maid"              | Andy Ackerman | Roteiro por: Alec Berg & David Mandel & Jeff Schaffer História por: Alec Berg & David Mandel & Jeff Schaffer Kit Boss & Peter Mehlman             | 30 de abril de 1998     | 919              |
| 176 | 20 | "The Puerto Rican Day"  | Andy Ackerman | Alec Berg, Jennifer Crittenden, Spike Feresten, Bruce Eric Kaplan, Gregg Kavet, Steve Koren, David Mandel, Dan O'Keefe, Andy Robin, Jeff Schaffer | 7 de maio de 1998       | 920              |
| 177 | 21 | "The Clip Show: Part 1" | Andy Ackerman | Darin Henry | 14 de maio de 1998      | 921              |
| 178 | 22 | "The Clip Show: Part 2" | Andy Ackerman | Darin Henry | 14 de maio de 1998      | 922              |
| 179 | 23 | "The Finale: Part 1"    | Andy Ackerman | Larry David | 14 de maio de 1998      | 923              |
| 180 | 24 | "The Finale: Part 2"    | Andy Ackerman | Larry David | 14 de maio de 1998      | 924              |